# Homilia aurifera
Homilia aurifera är en nattsländeart som beskrevs av Longinos Navás 1931.
Homilia aurifera ingår i släktet Homilia och familjen långhornssländor. Inga underarter finns listade i Catalogue of Life.